# درانسی
شهر درانسی (به فرانسوی: Drancy) در شهرستان سن-سن-دنی در ناحیه ایل-دو-فرانس با جمعیت ۶۶٬۰۶۳ نفر در کشور فرانسه واقع شده‌است